# 赞比西亚省
17°0′S 37°0′E / 17.000°S 37.000°E
赞比西亚省（葡文：Província de Zambezia）是莫桑比克的一個省，首府克利马内（葡文：Quelimane）。赞比西亚是莫桑比克第二人口最多的省份，地处中部沿海地区，2007年普查人口3,849,455人，2017年普查人口5,110,787人（初步數字），面积105,008平方公里。农产品包括大米，玉米，木薯，腰果，甘蔗，椰子，柑橘，棉花和茶叶。